# 黑白來看守所
《黑白來看守所》（日语：ナンバカ）是双又翔原作的日本漫畫作品，在2013年10月號開始連載於comico上。已出版4本單行本。於2016年3月宣佈動畫化，同年10月至12月間播出。第2期自2017年1月4日起以網路動畫形式播放。台灣則在2017年9月在東森電影台進行首播。
漫畫連載於2022年9月正式完結，總計話數為423話正篇和27話番外篇。

## 故事簡介
故事發生在號稱是世界最大的監獄「南波監獄」，沒有人清楚它的位置。不僅有最高大的圍牆、最可靠的保全，還有最堅強的警備網，被關進這裡沒有人能成功越獄。主要敘述四個囚犯不斷逼瘋獄卒的爆笑喜劇。

## 登場人物

### 13棟13號房
Jyugo（聲：上村祐翔（日本）；江志倫（台灣））
犯人編號No.15 (1315)。13棟13號房。日本人。16歲。AB型。身高169cm。香味為無氣味。特色為自己的眼睛能隨不同角度變換顏色。討厭視力檢查。
有個名為「最凶狠天才逃獄犯No.610」的老爸。被關的理由為竊盜罪而被關進少年監所。解鎖逃獄是唯一優點，全世界的監獄都逃獄成功；但缺點一堆，泡澡會溺水、體力差、跑步慢……等。
所有解不開的東西都能解開，卻解不開手腳上跟頸上的枷鎖。也為了解開身上的枷鎖而尋找某個脖子上有傷疤的看守員而跑遍全世界的監獄，南波監獄為最後一個。枷鎖會因心理因素而讓雙手變成像是刀刃的形狀，現在已能控制這種情況。
跟武藏在之前的監獄同房過，曾把武藏雙眼砍瞎。因武藏知曉看守員的事而暴走在新年大會上與其對打，後被雙六一拘捕。後和武藏一同被關押在地牢，雙方把話說開後關係改善不少，後來發自內心的說出想回13棟13號房，之後被雙六一帶回13號房。
Uno（聲：柿原徹也（日本）；李景唐（台灣））
犯人編號No.11 (1311)。13棟13號房。英國人。18歲。A型。身高177cm。香味為熱帶水果。愛好興趣是女人約會跟賭博。害怕日本鬼故事。討厭花美男。
自稱是「南波監獄第一帥哥」，對於泡妞很熱衷，只要是女的就來者不拒的約會愛好者，被關的理由為進出非法賭場而關在中級少年監所。逃獄的理由是為了去約會。具有超人一般的敏銳察覺特性和行動能力。
他同時也是一個賭徒，尤其擅長撲克牌類的遊戲。有時會出老千，可以從對方的細微動作和行為習慣讀取信息並確保自己順利出牌。目前只輸給也會出老千的雙六一。新年大會的優勝願望是娛樂室。
Rock（聲：汐崎相流（日本）；鈕凱暘（台灣））
犯人編號No.69 (1369)。13棟13號房。美國人。19歲。O型。身高189cm。香味為砂糖甜甜圈。愛好是吃飯、睡覺，喜歡打架和吃甜甜圈。
相當愛貓，常會在沒有意識的情況下帶走貓。因在街上跟幫派打架而被關進中級少年監所。
逃獄的理由是食物太難吃，但南波卻做得非常好吃，使他不再逃獄。新年大會的優勝願望是火窯（為了吃到更棒的料理）。跟大和一同被貼上符咒進而控制，現已解除，目前在醫護室療傷。
Niko（聲：小林大紀（日本）；張乃文（台灣））
犯人編號No.25 (1325)。13棟13號房。美國人。16歲。B型。身高168cm。香味為藥物（安全）。愛好是遊戲、收集限定品、愛日本動漫。
得了『被人傳染』的病，例：梁或吳八的武術及氣功，看過就會使用，但無關自己的肌肉及體力會造成自己的負擔，而翁醫生則是給他『避免受他人感染』的藥。
在貧民窟毒品買家那裡被補，接受保護管束。後發現只是個跑腿，對毒品的事情全然不知情。檢驗有無受到毒品的影響，卻查出有對多種食物過敏和很多不知道卻無害的疾病。逃獄的理由是討厭打針跟吃藥，但南波把這兩件都做的很完美，使他不再逃獄。
要是太長沒吃藥的話，就會出現另一個殘暴毒癮者Niko，且會一直尋找藥物，只有阿一及Rock能制止，據Uno所說會讓他連續三天三夜做惡夢。

### 南波監獄

#### 看守
雙六一（聲：關智一（日本）；梁興昌（台灣））
通稱「阿一」。為南波監獄13棟的看守主任。日本人。29歲。AB型。身高199cm。香味為菸味（濃烈）。愛好是將棋、騎自行車，喜歡吃蕎麥麵。書法十段。外表是威嚴有力的中年光頭，重度的煙鬼，有著犀利的眼神和恐怖的傷疤。實力高強。被稱為南波監獄的NO.1，被NO.2的犬視為勁敵。
具有常人難以想像的超強怪力，在近身肉搏戰方面堪稱無敵。但對13號房的怪人四人組感到束手無策。對在柔道和書道上有非常高的造詣，並曾獲得過段位。新年大會的常年優勝者。養了一隻叫「九」的黑貓，有一位偽娘弟弟仁志。
百式百子（聲：明坂聰美（日本）；楊詩穎（台灣））
為南波監獄的所長。日本人。29歲。AB型。身高181cm。愛好是運動、植物觀賞、收集胸針。喜歡吃醬油糯米丸子。
有著誇張髮型的女性，對外總是一副堅毅剛強的模樣，實際上對阿一非常關注愛慕，經常盯著阿一看，但本人卻渾然不知，認為被百式盯上而害怕。後來為了協助黃道帶警察擔任「天蠍座」隊長。
一聲三鶴（聲：津田健次郎（日本）；李景唐（台灣））
廣播局部長。29歲。B型。身高180cm。瞳色不明，常被墨鏡擋住，睡眠時也會以眼罩遮擋。愛好是惡作劇、收集唱片、單方面的和阿一一起玩。跟雙六一的感情很要好，除此之外似乎也和百式心有靈犀，也是少數知道百式喜歡阿一的人，常利用這點來戲弄百式結果常遭到痛扁一頓的下場。在每年的監獄對抗活動「新年大會」裡擔任實況解說。
三葉雉（聲：Kimeru（日本）；江志倫（台灣））
為「勤學的第3棟」的看守主任。日本人。?歲。AB型。身高185cm。愛好是化妝、購物、讀書。總是打扮得像女性。有能使能力無效化的武器。
喜歡美麗的事物，因而連同其下的犯人全部都是長相優異的花美男，對13棟的基層人員七夕星太郎非常中意，一直想把他挖角到第3棟。
四櫻犬士郎（聲：山本匠馬（日本）；李景唐（台灣））
為「教育的第4棟」的看守主任。日本人。30歲。A型。身高183cm。愛好是散步、幫助動物。沉默寡言，深受女生歡迎。總是很冷厲的樣子。前警犬訓練隊長。武器是有麻醉針的鞭子。喜歡百式百子，無比的忠心，願意為她而戰。實力高強。
對所長只關注雙六一頗為不滿，加上在上年的新年大會決賽中輸給13棟，而將NO.1的雙六一視為勁敵。過去在警視廳擔任一般員警時調查將犯人當成實驗品改造的案例，由於都被高層施壓導致轉而來南波當獄警，和武藏達成協議，暗中調查關於頸疤看守員的事。
悟空猿門（聲：保志總一朗（日本）；鈕凱暘（台灣））
為「鍛鍊的第5棟」的看守主任。中國人。27歲。B型。身高173cm。愛好是園藝、修行，十分愛吃冰。武器為可變為多截棍的長棍，受到攻擊會爆炸。
是個缺心眼的熱血傻瓜。會和雙六一對罵，叫雙六一是「大猩猩」，兩人關係亦十分惡劣。很敬仰大哥猿鬼，夢想是追上大哥的腳步，因此經常拿自己和大哥對比，渴望做的比大哥好，無形之中給自己施加了很多壓力，過於執著也導致他什麼都想親自完成，忽視了他人的關心，也讓其他看守認為自己不被信賴，在經歷了大哥的逃獄事件後發覺自己的錯誤，也開始主動將事情託付給看守們。
五代大和（聲：武内駿輔（日本）；鈕凱暘（台灣））
第13棟的看守副主任。日本人。32歲。O型。身高202cm。香味為剛炊好的飯。愛好是鍛煉、幫助大和丸，書法十段。養了一隻叫「大和丸」的白馬。個性非常的耿直同時十分熱衷於鍛煉，卻是個大路痴，就算有Jyugo在身邊指路也會迷路。
七夕星太郎（聲：奧山敬人（日本）；喬資淯（台灣））
第13棟的基層人員。日本人。23歲。A型。身高177cm。香味為星星糖。愛好是裁縫、讀書、心算，書法八段。曾請教雙六一如何讓13號房的不要欺負他，但總是被13號房的四人組當做跑腿。因為俊美的外表被稱為星之貴公子。十分擅長縫紉，做出了所有看守和囚犯的Q版娃娃。
八戒豬里（聲：板倉光隆（日本）；梁興昌（台灣））
第5棟看守，中國人，35歲，值勤時常常會看賽馬或打麻將。
雙六仁志（聲：筆村榮心（日本）；喬資淯（台灣））
第4棟看守，雙六一的弟弟。日本人。22歲。AB型。愛好是做便當。有著喜歡扮女裝的特殊愛好，穿上女裝後和普通的少女幾乎一模一樣。一開始只是探望哥哥的工作情況，後來也成為了看守員，最後被調到第四監獄。雖然運動很弱，但是身體卻異常堅硬，可以被哥哥雙六一當做武器使用。
但某次他與Jyugo四人組會面時透露自己女裝下隱藏的少年本色，得知真相的四人組非常失望。平日里喜歡穿著的私服是洛麗塔風格，在成為看守，穿上製服後仁志也會時不時對著裝進行打理和調整。
三藏法月（聲：緒乃冬華（日本）；楊詩穎（台灣））
第5棟新人看守，個性內向。雖非體能派但擁有豐富的整骨和針灸知識。透過「同氣同魂」之術將自己的身體借給姊姊。
六力大仙（聲：高坂篤志（日本）；喬資淯（台灣））
第5棟看守，25歲，身高179cm。主要管理零件與機器，但其實想當囚犯的鍛鍊對手。擅長運動，曾是足球選手（擔任前鋒）。武器為鹿角勾。喜歡的冰淇淋口味是巧克力薄荷。
八力大仙（聲：金城大和（日本）；喬資淯（台灣））
第5棟看守，27歲，身高188cm。負責管理格鬥健身房，稍微遮掩住臉部的裝扮是身為摔角選手的尊嚴。曾是摔角選手。武器為羚羊麟角刀。喜歡的冰淇淋口味是冰淇淋薄荷。
九力大仙（聲：長井新（日本）；鈕凱暘（台灣））
第5棟看守，25歲，身高165cm。負責管理中央操場。曾是馬拉松選手。武器為虎牙槍。喜歡的冰淇淋口味是草莓奶油起司。
二舞下貓（聲：大地葉（日本）；張乃文（台灣））
「金錢的第2棟」看守副主任，24歲。個性輕佻又狡詐，總是想著薪水與升遷的事，喜歡謠言。
一條兔萬兔
「工業的第1棟」看守主任，喜歡組裝機械與發明。
七色虹升
「夢想的第7棟」看守主任，隨身攜帶點心與玩具，每天必做的事情是思考開心的事。
達米安
「恐怖(美食)的第6棟」看守主任，害怕暗處與恐怖類的事物，眾人稱呼「達米先生」。
百夜玄狼
第4棟看守副主任，攜帶飾所製作的將動物語言翻譯成人類語言的機器的狼。

#### 囚犯
九十九（聲：豐永利行、高瀨朝季〈少年〉（日本）；喬資淯（台灣））
犯人編號No.99 (1399)。日本人。22歲。B型。愛好是慢跑、游泳、電影鑑賞。原本被分配到13棟13號房但跟Jyugo比賽逃獄結果被雙六一抓。後被調到同棟的11號房。稱自己為忍者。原為著名演員，目前對外宣佈失蹤權當休息。
幼時為失去雙親遭遺棄的忍者後代，在刻苦練習時為當時籌劃忍者戲劇尋找忍者的養母所發現並自稱生母誘騙拐帶，訓練為優秀童星至於名演員。過於成就演藝喪失自我之餘，發現養母當年誘拐一事，憤而往忍者村出發結果闖入私人土地而入獄，在眾人慫恿演繹越獄犯故送來南波。經紀人來探獄勸說時，Jyugo撞聞盡知。
武藏（聲：細谷佳正（日本）；鈕凱暘（台灣））
犯人編號No.634 (4634)。第四棟10號房。德國人。21歲。A型。愛好是收集參考書、白天睡覺、國際象棋。
有「身體自燃」現象，從小體溫比正常人高。在以前的監獄裡被Jyugo的手刀毀掉眼睛。一直想奪取Jyugo身上的「黑色枷鎖」，也知道頸疤看守員的事。跟Jyugo在新年大會上開戰，後被看守主任們制伏。其實是個成績超好，會40種語言的優秀大學生。
現今被制伏時被動了手術導致身體自燃現象被壓制住，之後和Jyugo把話說開後關係亦改善不少，同時將自己的過往告知四櫻犬士郎，和他達成協議，犬士郎表示會調查關於任何頸疤看守員的事件。因縱火燒死雙親而入獄但其實是遭人誣陷。
Torowa（聲：安達勇人（日本）；張乃文（台灣））
犯人編號No.3 (0303)。第三棟6號房。法國人。20歲。A型。愛好是修車和打撞球。因為偷內衣(胸罩)而入獄。入獄前好像是工程師。因為偷了女子監獄【防禦程度和南波同等】的內衣(胸罩)而被送往南波。
Honey（聲：光富崇雄（日本）；喬資淯（台灣））
犯人編號No.82 (0382)。第三棟6號房。日、美混血。20歲。AB型。愛好是搭訕和比賽吃哈根達斯。因為偷內衣(內褲)而入獄。因為偷了女子監獄【防禦程度和南波同等】的內衣(內褲)而被送往南波。
梁（聲：藤原祐規、武藤真子〈少年〉（日本）；喬資淯、張乃文〈少年〉（台灣））
犯人編號No.2 (0502)。第5棟。中國人。19歲。B型。身高170cm。愛好是肌肉鍛煉、眺望河川。天才拳法師。一直想打敗曾打倒自己的Rock。在與Rock接觸後心態有所了轉變。由於生長環境原因，認為女性是弱的象徵，不擅長和女性接觸
吳巴（聲：小林優（日本）；楊詩穎（台灣））
犯人編號No.58 (0558)。第5棟第8號房。中國人。?歲。A型。愛好是早上打太極拳、集郵。天才氣功師，會懸浮。被Niko視為師傅，意外地傲嬌。在新年大會上被Niko打敗。
奇伊（聲：大河元氣（日本）；梁興昌（第一季）→江志倫（第二季）（台灣））
犯人編號No.71 (0571)。第5棟第8號房。中國人。25歲。B型。愛好是新藥開發、植物研究、打麻將。天才藥劑師。能夠用普通花草製作出藥物或毒品。不喜歡運動。怕狗。
悟空猿鬼（聲：黑田崇矢（日本）；梁興昌（台灣））
前第5棟看守主任，犯人編號No.5900。猿門的兄長，37歲，因為殺死囚犯而關閘在第5棟地牢「五行山」。擁有南波首屈一指的實力。性格冷酷，幾乎不會表露出感情。
五淨流河（聲：高橋直純（日本）；李景唐（台灣））
前第5棟看守，31歲，關閘在第5棟地牢。仰慕猿鬼，為了追隨猿鬼而逃獄。有女性妝扮，自稱「男大姐」，武器「芭蕉千」可透過操縱氣來製造強風，甚至可在水中戰鬥。
八萬（聲：武田幸史（日本）；馬伯強（台灣））
梁、吳巴等人以前所屬的中國黑手黨的首領，關閘在第5棟地牢。頭有著像豬的外貌。
石榴
囚犯編號No.396(1396)。第一棟。擁有紅色枷鎖，可以變成鑽頭。
草津
犯人編號No.932 (13932)，第13棟1號房。可以忍受極高的溫度。
富士先生
犯人編號No.243 (13243)，13棟1號房。喜愛泡澡。不論被打多少次都會站起來，讓人毛骨悚然，再加上滿頭是血的模樣被稱為「不死身的紅富士」
山姆
犯人編號No.36 (1336)。魁武的黑人，因不屑跟Niko泡澡又動手打富士先生而被富士先生扁。
浩司
犯人編號No.54 (1354)。不屑跟Niko泡澡又動手打富士先生而被富士先生扁。

#### 職員
御十義翁（聲：家中宏（日本）；梁興昌（台灣））
南波監獄內部醫院的綜合醫院長。68歲，血型為O型，興趣是手術和診療。對於犯人們的特殊體質很感興趣，負責對Niko進行診療並提供藥物，給Jyugo與武藏做身體檢查，並為患病的犯人們提供救治。
御十義飾（聲：尾小平志津香（日本）；汪世瑋（台灣））
南波監獄內部醫院的綜合科學部長。66歲，A型，興趣是開發和改造。擔任科學部部長的她負責著南波監獄內機械器材的研究、開發和維護工作，其中也包括了關押犯人的各種精密鎖具。與丈夫御十義翁經常會因為生活瑣事爆發爭吵。年輕時是個美人。
神八（聲：大地葉（日本）；楊詩穎（台灣））
南波監獄內部醫院的機器人護士。形態為搭載有人工智能的機器人。御十義夫婦視其為女兒，對她非常溺愛。儘管身體由機械構成，但她性感的姿態和容貌深受犯人們的青睞，是犯人們經常談論起的對象。
Shiro
目前在南波監獄內負責廚房方面的工作，性格無口，即便獲得讚賞也面無表情不為所動。原為南波監獄的犯人，出身於法國，編號為456，左側額頭上印著號碼並有一條傷疤，身形巨大。平時給人一種強大的威壓感，在Rock對他的料理提出表揚後依然平靜無常，繼續默默為犯人們服務。實際上內心裡卻有著與冷酷外表不符的悶騷一面。偷偷養著一隻叫89的貓。

### 其他人物
三藏法子（聲：緒乃冬華（日本）；楊詩穎（台灣））
法月的姐姐，身體從小就很虛弱，但天生擁有強大氣功。喜歡猿鬼。
八鳥半藏（聲：高橋廣樹（日本）；李景唐（台灣））
九十九的經紀人。對身為演員的九十九非常重視，對於九十九的演員天分和力量給出了極高評價，在得知九十九入獄後經常前來探監，為了能讓九十九重新回歸演藝舞台而拼盡全力。
九十九的養母（聲：園崎未惠（日本）；楊詩穎（台灣））
曾經是演技出眾的女演員，目前身份是導演，在將幼時的九十九收留後把他打造成了超人氣偶像。
九（聲：小林大紀）
阿一養的黑貓。外表是毛髮很長的黑貓，左眼處有一條豎向的傷疤，和雙六一很像。平時九會露出慵懶的態度，並在任意的地方睡覺，但它的敏感度和行動力非常可怕，堪稱優秀的“看守貓”。因外表可愛而深受犯人們的青睞，許多犯人和看守都會主動找它玩耍。
89
Shiro偷偷瞞著老爹養的貓，算是個美食家。右金左藍的眼睛，以及右耳有著89字的耳標。
桑拿
原南波監獄第13棟1號房，犯人編號No.357。與同房的草津及富士先生都愛泡澡堂，還為此有著他專屬的桑拿，可惜在建完前就出獄了。
五代 撫子
大和的女兒，跟父親一樣有著怪力。

### 反派角色
傷疤男（聲：池田政典（日本）；李景唐（台灣））
把Jyugo套上枷鎖的元凶。被其他反派成員稱為教授。脖子上的顯著刀疤為其特徵。
ELF（聲：岸尾大輔（日本）；江志倫（台灣））
長著尖耳朵和銳利牙齒的金髮少年，關於他的身世和秘密都是巨大的謎團。經常神出鬼沒現身於南波監獄中(但雙六一似乎已經隱約察覺出他的存在)，知曉關於15號Jyugo的秘密，並且此前和武藏有過密切接觸。
目前受僱於某個組織從事著研究工作，對於阻礙自己的事物會毫不留情予以排除，性格非常殘忍沒有人性。疑似為傷疤男的部下，並尊稱他為那位大人，過去曾到武藏家縱火並誣陷是武藏本人做的，導致武藏入獄，目的是要替傷疤男尋找新的實驗改造對象。
一角
犯人編號No.1111號，曾與武藏同個監獄，能發出雷，會刺青，武藏背後的不死鳥也是他刺的。討厭教授。
一索
穿著白大衣的藍髮科學家。與一角的關係不佳。喜歡吃螃蟹。是卍的製造者。
冥
穿著女僕裝的紅髮暴力男僕，異土的哥哥。愛抽菸。個性暴躁。
異土
穿著女僕裝的紅髮男僕，冥的弟弟。食量是冥的十倍左右。幾乎毫無表情。
卍
有著尖耳、金角、惡魔尾。能以非人發出的聲音打破百夜等狗的防禦嚎叫。十分喜歡小動物。
五死郎
最愛喝泡盛酒。外型為上半身是人，下半身卻是鯊魚尾。和鯊魚們是好友。作者於番外IF線將他與一角和武藏共三人合稱花金（花一般的金曜日）組，酒友會。
成員中個性最為溫柔的一個，面對鯊魚朋友被獵殺也希望以溝通解決的樂觀和平主義。極少進行戰鬥缺乏求生必要，導致體內的Elf細胞成長最為緩慢，難以被其他成員感知到行動。但又因為鯊魚能夠感受到微弱電流的能力，而被分配了監視一角的工作。
本名四郎，出生於沖繩的小島。學生時期是田徑隊王牌，為了融入同儕接受了慫恿在橋上玩平衡遊戲，但被故意推下。摔至鐵軌上導致腿部骨折後動彈不得，接著又遭列車碾斷，大腿以下全失。而後接受實驗得到了魚尾（本人稱之其為腿），並解決了原本的旱鴨子體質。
可操縱或生成水來製造水彈攻擊，武器是使用綁在腦後像魚類脊椎骨的飾品加上其能力構成的＂鮫刃（Shark Bites)＂，通常型態是鐮刀，每截骨頭都可以分開生成鮫刃，使用所有鮫刃當作利牙的話能如同召喚出遠古巨鯊般產生巨大的咬合威力。
鯊魚朋友是和一角一同從海邊的研究所救出的實驗動物，皆有可和人類交談的智能及能夠適應各種海域的體質，分別被命名為長四郎（細尾長尾鯊）、摩四郎（烏翅真鯊）、虎四郎（鼬鯊）、狂四郎（大白鯊）、黑五（沙虎鯊）、青三（遭獵殺死亡，參考品種未知）和寢六（番外回出場，為整群的灰三齒鯊）。
九雀
利用似魔術的能力將阿一浮起並重重直落於地的女性。真實身分為19世紀的魔術師。因被誣陷為女巫而自殺，目前因不明原因復活。對衣服的審美觀十分詭異，對於網購的操作也不甚熟悉。
馮斯
左手的機械手臂能釋放重力，連阿一也只能勉勉強強撐住。喜歡不加糖的咖啡。
八雲
和蜘蛛們是朋友，喜歡甜食。能力為操縱蜘蛛絲般的"線"，束縛或切割對手。
Ⅵ
在一索跟前是模範生，有時會遷怒到其他人身上。含在口中的泡泡糖其實是抑制病毒的藥物，一旦吐出，擁有劇烈毒性的病毒便會從口中擴散開。

## 單行本
| 冊數 |                |                        |
| 冊數 | 發售日期       | ISBN                   |
| ---- | -------------- | ---------------------- |
| 1    | 2015年11月12日 | ISBN 978-4-575-84713-0 |
| 2    | 2016年5月12日  | ISBN 978-4-575-84794-9 |
| 3    | 2016年9月12日  | ISBN 978-4-575-84846-5 |
| 4    | 2017年2月10日  | ISBN 978-4-575-84924-0 |
| 5    | 2017年6月12日  | ISBN 978-4-575-84970-7 |
| 6    | 2017年9月12日  | ISBN 978-4-575-85026-0 |

## 電視動畫

### 製作人員
- 原作： 雙又翔
- 監督： 高松信司
- 系列構成： 廣田光毅
- 人物設定： 戶谷賢都
- 音樂： 藤澤健至(Team-MAX)
- 動畫製作：SATELIGHT
- 製作：「黑白來看守所」製作委員會

### 主題曲
片頭曲
作詞：The Super Ball／作曲・編曲：ハシグチカナデリヤ／主唱：ハシグチカナデリヤ hugs The Super Ball（第1期）→ハシグチカナデリヤ（第2期）
片尾曲
作詞・作曲・編曲：加藤祐介／主唱：Jyugo（上村祐翔）、Uno（柿原徹也）、Rock（汐崎アイル）、Niko（小林大紀）＆雙六一（關智一）

### 各話列表
| 話數          | 日文標題                  | 中文標題                          | 劇本       | 分鏡       | 演出       | 作畫監督                                                  | 總作畫監督           |
| 第1期         | 第1期                     | 第1期                             | 第1期      | 第1期      | 第1期      | 第1期                                                     | 第1期                |
| ------------- | ------------------------- | --------------------------------- | ---------- | ---------- | ---------- | --------------------------------------------------------- | -------------------- |
| 第一話        |                           | 有編號的一群笨蛋們！              | 廣田光毅   | 高松信司   | 石川俊介   | 戶谷賢都、小園菜穗                                        | 戶谷賢都             |
| 第二話        |                           | 囚犯是笨蛋！ 看守員也有點笨蛋！   | 廣田光毅   | 小野勝巳   | 高橋英俊   | 山田真也                                                  | 戶谷賢都             |
| 第三話        |                           | 笨蛋又增加了                      | 廣田光毅   | 石川俊介   | 石川俊介   | 大久保義之                                                | 小園菜穂             |
| 第四話        |                           | 新年快樂！ 展開真正的新年大會！！ | 望月真里子 | 稻井仁     | 清水一伸   | 山田真也、河野繪美                                        | 戶谷賢都             |
| 第五話        |                           | 老千和英雄                        | 坪田文     | 小野勝巳   | 白石道太   | 小畑賢、坂友加里 小林優子、服部益美                       | 小園菜穗             |
| 第六話        |                           | THE 千斤頂                        | 入江信吾   | 西澤晋     | 大和直道   | 坂本俊太、式地幸喜                                        | 戶谷賢都             |
| 第七話        |                           | 意外的悲慘故事                    | 廣田光毅   | 江上潔     | 横田一平   | 齊藤大輔、小島繪美                                        | 小園菜穂             |
| 第八話        |                           | 怪物與大猩猩                      | 坪田文     | 吉澤俊一   | 吉澤俊一   | 大久保義之、田中亞優                                      | 河野繪美             |
| 第九話        |                           | 你是個空殼                        | 入江信吾   | 佐山聖子   | 小野田雄亮 | 坂本俊太、本田創一                                        | 小園菜穗             |
| 第十話        |                           | 「犬猿雉」憂鬱的一天              | 望月真里子 | 佐藤真人   | 白石道太   | 小畑賢、小林優子、挽本敦子 谷口りつ子、服部益實、松下純子 | 戶谷賢都             |
| 第十一話      |                           | 拿到獎品了！                      | 坪田文     | 稲井仁     | 松本佳久   | 畑智司、坂本俊太 山田俊太郎、柳田幸平                     | 小園菜穂             |
| 第十二話      |                           | 娛樂室和撞球和飛鏢和我            | 入江信吾   | 西本由紀夫 | 西本由紀夫 | 大久保義之、田中亞優                                      | 戶谷賢都             |
| 第十三話      |                           | 真是笨蛋                          | 廣田光毅   | 稻井仁     | 稻井仁     | 大久保義之、坂本俊太                                      | 小園菜穂             |
| 第2期         |                           |                                   |            |            |            |                                                           |                      |
| 第十四話      |                           | 黑白來是喜劇動畫                  | 坪田文     | 大和直道   | 大和直道   | 小畑賢、挽本敦子 谷口りつ子、服部益美                     | 戶谷賢都             |
| 第十五話      |                           | 超級仁志                          | 入江信吾   | 佐藤真人   | 佐藤真人   | 長坂寬治、畑智司、吉川美貴 Kim Myeongsim、Kim Jinyeong    | 小園菜穂             |
| 第十六話      |                           | 背叛的五棟                        | 廣田光毅   | 西澤晋     | 嵯峨敏     | 原田峰文                                                  | 戸谷賢都             |
| 第十七話      | 壊れていく何か            | 逐漸崩壞的東西                    | 望月真里子 | 石川俊介   | 石川俊介   | 長坂寛治、本田創一、坂本ひろみ                            | 小園菜穂、徳永久美子 |
| 第十八話      | お前は弱い                | 你太弱了                          | 入江信吾   | 西本由紀夫 | 山本貴之   | 山田真也、河野絵美                                        | 河野繪美             |
| 第十九話      | それぞれの自由            | 各自的自由                        | 望月真里子 | 日巻裕二   | 日巻裕二   | 中島裕里 Kim Myeongsim、Kim Jinyeong                      | 戸谷賢都             |
| 第二十話      | 愚か者                    | 愚蠢的傢伙                        | 廣田光毅   | 佐藤真人   | 佐藤真人   | 大久保義之、畑智司 坂本俊太                               | 小園菜穂             |
| 第二十一話    | 覚醒する毒                | 覺醒的毒                          | 坪田文     | 小川優樹   | 成田巧     | 長坂寬治、坂本ひろみ、本田創一                            | 戸谷賢都             |
| 第二十二話    | 流されて                  | 隨波逐流                          | 入江信吾   | 筑紫大介   | 筑紫大介   | 小畑賢、服部益美 挽本敦子、後藤麻梨子                     | 小園菜穂             |
| 第二十三話    | 音と言葉                  | 聲音和語言                        | 望月真里子 | 稲井仁     | 宇根信也   | 宮川知子、飯田清貴                                        | 戸谷賢都             |
| 第二十四話    | 前に進め！                | 向前進                            | 坪田文     | 石川俊介   | 石川俊介   | 中島裕里、大久保義之、畑智司                              | 小園菜穂             |
| 第二十五話    | サラバカ！                | 再會了                            | 廣田光毅   | 吉澤俊一   | 吉澤俊一   | 坂本俊太、長坂寬治、坂本ひろみ                            | 戸谷賢都             |
| 第二十六話OVA | 出席番号のついたバカたち! |                                   | 廣田光毅   | 佐藤真人   | 成田巧     | 三橋桜子、福田瑞穂                                        | 小園菜穂 戸谷賢都    |

### BD與DVD
| 卷 | 發行日          | 收錄話數        | 規格      | 規格      |
| 卷 | 發行日          | 收錄話數        | BD        | DVD       |
| -- | --------------- | --------------- | --------- | --------- |
| 1  | 2016年11月30日  | 第1話 - 第3話   | TKXA-1111 | TKBA-5341 |
| 2  | 2016年12月21日  | 第4話 - 第6話   | TKXA-1112 | TKBA-5342 |
| 3  | 2017年1月25日   | 第7話 - 第9話   | TKXA-1113 | TKBA-5343 |
| 4  | 2017年2月22日預 | 第10話 - 第11話 | TKXA-1114 | TKBA-5344 |
| 5  | 2017年3月29日預 | 第12話 - 第13話 | TKXA-1115 | TKBA-5345 |

### 播放電視台
| 播放地區 | 播放電視台 | 播放日期       | 播放時間（為當地時間） | 備註 |
| -------- | ---------- | -------------- | ---------------------- | ---- |
| 臺灣     | 東森電影台 | 2017年9月1日－ | 星期五 21:00           |      |

| 臺灣 東森電影台 星期五21:00-23:30 節目 | 臺灣 東森電影台 星期五21:00-23:30 節目       | 臺灣 東森電影台 星期五21:00-23:30 節目 |
| -------------------------------------- | -------------------------------------------- | -------------------------------------- |
|                                        | 黑白來看守所 （2020年1月31日-2020年2月28日） |                                        |
| 雞不可失                               | 靈異教師神眉OVA                              |                                        |

### 網路廣播節目
『南波刑務所 放送局』自 2016年10月6日起於 HiBiKi Radio Station 毎週四。主持人為飾演一聲三鶴的津田健次郎。

## 外部連結
- comico （页面存档备份，存于） （日語）
- comico （页面存档备份，存于） （繁體中文）
- 電視動畫《黑白來看守所》公式推特 （页面存档备份，存于） （日語）